# La Tigresa del Oriente
Juana Judith Bustos Ahuite (Constancia, Maynas; 22 de noviembre de 1945), conocida artísticamente como La Tigresa del Oriente, es una cantante, compositora, 
celebridad de Internet, maquilladora, peluquera y actriz peruana. Se hizo reconocida gracias a sus videos musicales en YouTube en los años 2000, con los que inició su carrera artística y obtuvo su fama internacional.
Denominada por algunos medios de prensa como la Reina de YouTube, consiguió el reconocimiento popular a través de sus clips virales enmarcados dentro de la cultura kitsch latinoamericana. Su primer trabajo discográfico se publicó en 2005 con La Tigresa vuelve a rugir. Debido a su éxito se lanzó su segundo disco en 2007 con el título Duelo de Gigantes, a manos de la disquera Warner Music de México, y en 2010 lanzó una compilación especial para Argentina titulada De la Selva, su Cumbia, producida por Silbando Discos. En 2011, estrenó su tercer álbum de estudio, Fiesta Felina, a manos de la disquera independiente Kántaro Récords. En febrero de 2015, lanzó su cuarto álbum, Mi lindo Perú, en iTunes y Amazon.
Ha colaborado con diversos artistas, entre ellos Delfín Quishpe y Wendy Sulca en el tema «En tus tierras bailaré» y Dante Spinetta en el videoclip «Pa' tras». Además, ha incursionado en el teatro. En 2015 se desnuda para la conocida revista colombiana SoHo.
En 2016, participó en el reality show colombiano Bailando con las estrellas, del canal RCN, y en 2017 en el segmento «Bailando por un sueño», del programa argentino Showmatch, de Canal 13. Más tarde estrena algunas versiones de canciones conocidas, entre las que destaca «Estamos Chihuán», una peculiar versión de un hit de Ace of Base. En 2020, participó como actriz de reparto en la película peruana Sí, mi amor y en 2021 estrena el tema «El baile del calamar», basado en la serie de Netflix, El juego del calamar. y fue condecorada con un diploma por el Congreso de Perú, por su «contribución a la cultura».

## Vida personal
Judith Bustos nació en la localidad de Constancia, cerca de la quebrada Tamshiyacu, del distrito de Fernando Lores (provincia de Maynas, Departamento de Loreto), debido a que en ese tiempo su padre que era de Manaus, estaba trabajando en una empresa que empleaba obreros en la época de la fiebre del caucho en la selva peruana, donde vivieron por algunos años junto a su madre, Juana Virginia Ahuite, oriunda de Loreto, en extrema pobreza. Es la quinta hija de dieciséis hermanos. Estudió en el poblado de Iquitos. Tuvo su primera experiencia musical a la edad de 10 años, en un concurso de una emisora local. Toda esta etapa de su vida tiene lugar en la región amazónica del oriente del Perú.
Migró a los 12 años, a la ciudad de Lima, donde vivió en casa de una tía, terminó sus estudios, y más tarde trabajó como empleada doméstica para pagarse un curso de cosmetología. Allí tuvo su segundo encuentro musical donde interpretó una ranchera. A los 18 años se casó, pero al cabo de un tiempo se divorció, quedándose con la custodia de sus dos hijas Jenny y Jacquelín.
Empezó como peluquera y maquilladora, para luego trabajar para varias cadenas de televisión peruana, donde caracterizó por muchos años al humorista Carlos Álvarez en el programa El especial del humor del canal Latina Televisión e incluso artistas y cantantes como Celia Cruz, José Luis Rodríguez «el Puma», Paloma San Basilio y Raffaella Carrà.
A la muerte de su hermano, César Bustos Ahuite, quien se suicidó en 2013, declaró sentirse «muy compungida», aunque hacía 54 años que no había vuelto a tener contacto con él. No se volvió a casar, aunque mantuvo una relación sentimental por varios años con el cantante peruano Elmer Molocho, con quien terminó sentimentalmente en varias oportunidades. Tiene publicado su libro Un nuevo amanecer.
En agosto de 2020, medios confirmaron que la cantante padecía de la enfermedad por COVID-19 y que uno de sus hermanos había fallecido en Iquitos, debido al virus. Posteriormente fue intervenida quirúrgicamente para retirar sus implantes mamarios, debido a complicaciones de salud.

## Carrera artística

### 1999-2006: primeros años e inicios de su carrera
En 1999, se inició en el género huayno. Tiempo después comenzó a escribir canciones ayudada de sus amigos, entre ellos Mario Poggi. Creó la agrupación Las Tigresas del Oriente, junto con Elizabeth Alegría (la Tigresa de la Amazonía), interpretando cumbia amazónica. Al grupo se sumó una mujer llamada Araceli, al poco tiempo después el grupo se disolvió.
Más tarde, debutó como actriz interpretando a Magaly Medina, en la película Mi crimen al desnudo, en 2001. Un año después empezó como solista. En 2005 lanza su primer disco La Tigresa vuelve a rugir, en que consiguió ser famosa gracias al videoclip de su canción «Nuevo amanecer» para la plataforma YouTube. Poco después le siguieron los videos de «Anaconda», «Trabaja flojo trabaja», entre otros, en la misma web.

### 2007-2010: primer disco y notoriedad en los medios
El número de visitas de los videoclips de Judith Bustos empezó atraer el interés de la prensa y canales de televisión, quiénes empezaron a prestarle atención. Uno de los primeros medios en entrevistarla fue el semanario Urbe, de Venezuela. A finales de 2007 firmó un contrato discográfico por un año con Warner Music de México, que reeditó sus canciones y publicó su primer trabajo discográfico Duelo de Gigantes, junto con Coyoacán Joe y Children Garden. Más tarde, BBC Mundo, publicó una entrevista donde se menciona el éxito de los videos de la autora peruana en su canal de YouTube, y ella habla sobre el inicio de su carrera.
En octubre de 2010, junto con Delfín Quishpe y Wendy Sulca, participó del concierto YouFest. A finales de 2010, en Argentina se editó el álbum recopilatorio De la selva, su cumbia, esta vez producido por Julio Lozano, el diseño estuvo a cargo de Silbando Discos, todo bajo la licencia de la misma cantante. En él se incluyeron varias canciones que no se habían editado en su primer disco y presentó dos temas inéditos: «Felina» y «El Baile de la Tigresa». Esta placa discográfica fue una edición especial dedicada a ese país. El año siguiente, en 2011, estuvo promocionándolo en otros países.

### 2011-2013: segunda producción discográfica y giras promocionales
La Tigresa del Oriente anunció su segundo álbum Fiesta Felina de la discográfica independiente Kántaro Récords, después de no renovar contrato con la disquera Warner Music. Del álbum se desprende sus sencillos «Felina», «El baile de la Tigresa», «El reggaetón del suri» a dúo con El Pimpo Man, «La Tigresita» (canción infantil) y «La Ñañita loca», los dos últimos fueron estrenados simultáneamente en su cuenta de YouTube el 20 de marzo de 2011, además en álbum contiene tres inéditos y una nueva versión del tema «La alegría». El videoclip «El Reggaetón del Suri» fue realizado por el canal Latina Televisión y publicado en junio de 2010. El disco se estrenó el 15 de marzo de 2011, junto con un DVD que incluyó todos los videoclips de los temas promocionales. Más tarde la cantante publicó el tema «Mi Lindo Perú» como su sexta pista promocional, y el 6 de mayo de 2011, estrenó en su canal de YouTube el videoclip de dicha canción. La intérprete lanzó su séptimo y último tema promocional «Adolescente» y el videoclip tuvo su estreno el día 8 de julio de 2011.
Este clip estuvo dirigido por Tigresa Producciones y Kántaro Récords y fue grabado en varias locaciones limeñas. Aparte, la cantante estrenó el videoclip de «Si tú ya no me quieres» que a pesar de no ser un tema promocional, vino incluiído en el DVD.
A inicios de 2011, se anunció mediante su Twitter varias visitas y shows a Colombia y Venezuela. El 14 de marzo de 2011 llegó a Venezuela y el 16 de marzo se presentó en Barquisimeto, el 17 y 18 de marzo se presentó en El Teatro Bar, también fue a Bahía Rasta Bar, en la ciudad de Maracaibo. Además fue invitada por los medios locales. Semanas más tarde en abril, arribó en la ciudad de Santiago de Chile, donde también se presentó en los medios locales además de un reportaje por parte de CNN Chile, además participó en la fiesta «Mambo Salvaje» del local Blondie, además de otras presentaciones extras en otros locales. En junio visitó la ciudad de Jerusalén (Israel) y Egipto.

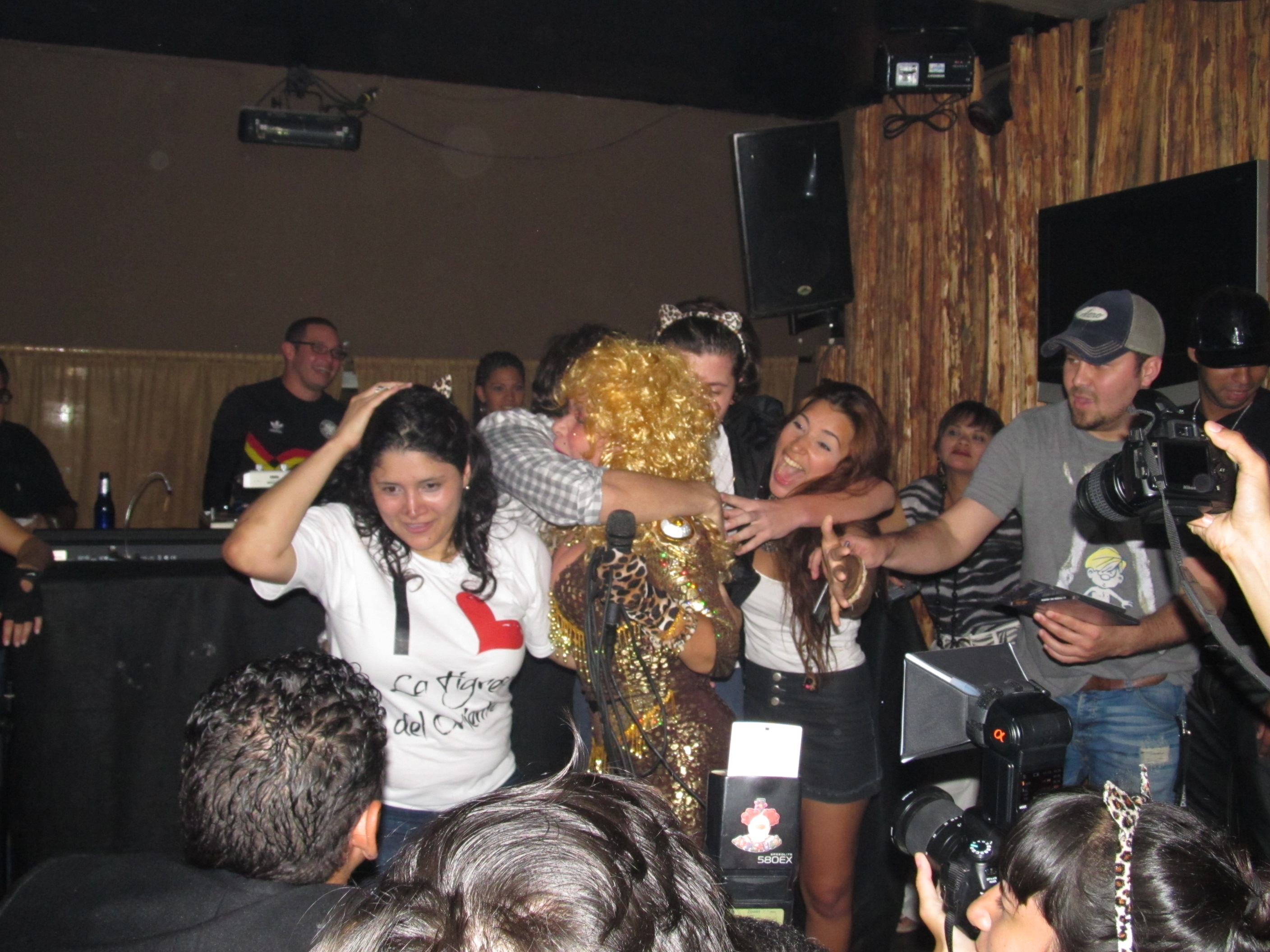
La Tigresa del Oriente con algunos seguidores en su show de Maracaibo.

La Tigresa visitó la ciudad de Bogotá, para asistir a los Premios Shock de 2011, donde entregó la estatuilla de «mejor artista urbano» al cantante colombiano J Balvin. Además ese mismo año fue nominada en el anuario de MTV Latinoamérica, en la categoría «celebridad web del año». En agosto del mismo año, anuncia tanto en la televisión como en sus redes sociales, la versión en inglés de su tema «Nuevo amanecer», el cual se tituló «New brighter day», acompañado por el grupo peruano Los Terapeutas del Ritmo, la canción fue estrenada oficialmente el 3 de diciembre de 2011, en su canal de YouTube, como sencillo promocional.
A mitad de 2012, participa en el reality show La casa de Magaly de ATV y el 28 y 29 de septiembre de ese mismo año se presentó junto a Delfín Quishpe y Wendy Sulca en la segunda emisión del Festival YouFest, en la ciudad de Madrid (España), a principios de octubre del mismo año visitó junto con Sulca la ciudad de Guayaquil (Ecuador), como artista invitada a varios programas del canal ecuatoriano TC Televisión. También se presentó en la edición especial 2013 de Viva Viña (sobre Viña del Mar), del canal chileno TVN.
La Tigresa del Oriente debutó como actriz en la obra Burdel, con el personaje de «Lola».
Ese mismo año, en abril, encarna el papel de la Virgen María, en «La última tentación de Cristo - Mujer folk».
En diciembre de 2012 estrena su primer villancico «Niño Manuelito».

### 2014-2017:Mi lindo Perúy desnudo artístico
La cantante estrena a través de sus redes sociales, «El sueño de la Tigresa», primer sencillo de una nueva compilación. Este tema, aparte de pertenecer a su nuevo trabajo discográfico, también está dentro de su segundo DVD. El video causó polémica ya que apareció desnuda y se mantuvo en los «Trending topic» de Twitter por varios días, por su comparación con la vedette venezolana Diosa Canales.
El disco recopilatorio perteneciente este tema fue titulado «Mi lindo Perú», el cual fue lanzado en febrero de 2015, en las tiendas de iTunes y de Amazon, en su versión digital, mas no en físico.
Debido a las varias presentaciones en Argentina, de la intérprete junto a Wendy Sulca, presenta la versión, «No llores por mí, Argentina» del musical Evita, en colaboración con Fiestas Plom. El videoclip fue grabado en la Casa Rosada de Buenos Aires. Aparte reversiona el tema de Lady Gaga «Do What U Want», estrenando el videoclip de su cover «Date placer a mi cuerpo» en colaboración de la cantante Berta. Esa misma fecha lanza el videoclip «La Pusanga» y más tarde otro cover de Gaga titulado «El cuerpo de Cristo», en colaboración con La Pocha Leiva. En la continuación de la promoción, publica el tema y el videoclip de «Barata y techera», enmarcado en el electropop con toques de cumbia.
A mitad de 2015, a sus 69 años, realiza su primer desnudo artístico como parte de la portada de junio y de aniversario, de la revista SoHo.
En enero de 2016, participa en el reality show Bailando con las estrellas del Canal RCN, debutando en la televisión colombiana. Más tarde, la Tigresa del Oriente anuncia en el programa de Ismael Cala, emitido por CNN en Español, que tendrá su película, titulada Una Tigresa en Asia y estrena el teaser de la misma.
En abril de 2017, después de mantenerse en un breve receso artístico, participó en un spot publicitario para la temporada de Semana Santa de Netflix, el cual tuvo mucho impacto en las redes sociales. En mayo de ese mismo año, realiza un cover del tema «Despacito» de los cantantes puertorriqueños Luis Fonsi y Daddy Yankee. Ese mismo mes es convocada para participar en el segmento «Bailando por un sueño», del programa Showmatch, transmitido por el Canal 13 de Argentina. Meses más tarde, incursiona en la música ranchera, con los videoclips de temas covers de Vicente Fernández y Miguel Aceves Mejía, subidos a su canal de YouTube. A finales de ese mismo año, parodia el tema «Mayores» de Becky G y Bad Bunny, titulándolo «Menores». El mismo en colaboración del youtuber peruano Robertillo.

### 2018-2021: versiones y viralización de «Estamos Chihuán»
A principios de 2018, la artista realiza nuevos covers, entre ellos está una versión junto a Elmer Molocho del tema de Pimpinela, llamado «Olvídame y pega la vuelta», además de la canción «Dura» de Daddy Yankee, también de «Scobby Doo PaPá» de DJ Kass y por último «La rusa» de Mr. Saik.
En mayo de 2018, publica el videoclip del tema «La reina del mundial», una canción dedicada a la Selección peruana de fútbol, por su participación en la Copa Mundial de Fútbol de 2018.
A finales de 2018, se publicó una canción con videoclip titulada «Estamos Chihuán», utilizando los arreglos musicales de la canción «All That She Wants» de Ace of Base. La letra de la canción se refiere al término «Estoy Chihuán», el cual se viralizó en redes sociales y que es una burla a las declaraciones que hizo la congresista peruana Leila Chihuán, sobre su crítica situación financiera ese año. Luego del estreno del videoclip, la congresista envió una carta notarial contra la cantante y su productor y colaborador Tito Silva, donde exigía la eliminación del contenido en sus redes sociales y YouTube y unas disculpas públicas. El videoclip fue eliminado de la cuenta de YouTube, sin embargo la canción quedó copiada en algunos sitios web y redes sociales, días después la artista subió nuevamente el video en su cuenta de YouTube. Entre la prensa, el columnista Beto Ortiz y la conductora Magaly Medina, respaldaron a Judith Bustos y condenaron la censura del clip. Meses más tarde, estrenó una versión navideña.
En enero de 2020, participó en la película peruana Sí, mi amor protagonizada por Julián Zucchi y Yiddá Eslava, con el personaje secundario de Perfecta Cahuaza. Aparte estrena el videoclip de la versión de cuarentena de «Nuevo amanecer», como mensaje de apoyo frente a la pandemia de COVID-19. A finales de dicho año publica su videoclip «La gente critica», una canción del género cumbia amazónica. y posteriormente «El baile del calamar». En diciembre de 2021, el Congreso de Perú, le otorga un premio por su aporte a la cultura.

### 2022-presente: hackeo de sus cuentas en Facebook y YouTube e incursión en OnlyFans
En 2022, La Tigresa del Oriente denunció que su cuenta de Facebook y el canal de YouTube, habían sido hackeados y por lo tanto perdió el acceso a su contenido. El canal de la plataforma de videos fue eliminado. Posteriormente lanzó un nuevo videoclip musical titulado «La tumba hombre» en mayo de 2022 a través de un nuevo portal creado en YouTube por la artista peruana.
En 2023, a través de Telemundo, anunció que incursionará en la página web de contenido para adultos, OnlyFans. Además estrena su videoclip «Apaga la luz».

## Críticas y controversias
Judith Bustos provoca a menudo críticas, incluso despectivas, por su estilo, que los críticos más benévolos califican como camp y los más duros como kitsch. Los blancos de las burlas suelen ser su vestimenta y su vocalización. Rafael Robles, columnista del diario peruano La República, afirma que estas burlas se deben a que su fama es consecuencia de una broma social y no a su talento.
Diversos medios la han citado negativamente, un caso particular fue el inconveniente que tuvo con el conductor peruano Beto Ortiz a mediados de 2009, debido a que el presentador mostró en el programa Enemigos públicos, un reportaje donde un supuesto psicólogo peruano llamó «loca» a la cantante, sin embargo, la cantante no presentó demandas, debido a que el presentador pidió disculpas públicas por el hecho.
El 1 de octubre de 2009, el cómico español José Miguel Monzón Navarro «El Gran Wyoming» se mofó sarcásticamente del atuendo y de la voz de La Tigresa y de la cantante Wendy Sulca en el programa El intermedio, del canal La Sexta. La Tigresa respondió calificándole como «xenofóbico». Tras la respuesta, el cómico volvió a mofarse de ella, esta vez acompañado de Beatriz Montañez López y usando ambos la ironía. Otro programa español en el que fue objeto de burlas similares fue el Sé lo que hicisteis.
También, en ocasiones, ha tenido rechazo por artistas peruanos, ejemplo claro fueron las declaraciones de Augusto Polo Campos y Eva Ayllón a principios del mes de abril de 2011. El primero la califica como «payaso» y Eva la nombra «ridícula, algo de moda y fuera de la identidad propiamente del Perú, para un medio argentino». A este hecho La Tigresa respondió en el programa A primera hora las agresiones de Eva Ayllón, donde mencionó que el tiempo musical de Ayllón ya había pasado, y que su actitud podría deberse a la envidia. Estos comentarios de Ayllón también fueron dirigidos a la intérprete adolescente de música huayno Wendy Sulca. Ante estas injurias, la cantante Cecilia Barraza se solidarizó con Bustos y pidió respeto hacia los personajes afectados. Otra artista en estar en su contra, fue Bartola, quien la arremetió llamándola «cosa rara» y sin talento vocal. Al final la cantante pidió disculpas a Eva Ayllón por los tildes racistas que dijo en una entrevista.
En 2019, el cantante Elmer Molocho, pareja sentimental en ese tiempo de la Tigresa, la dejó plantada en el altar en el momento que estaban contrayendo matrimonio en vivo para el programa Magaly Tv La Firme del canal peruano ATV. Tras descubrirse a través de una denuncia que Molocho, mantenía una relación con otra mujer y tenía varios hijos. Este hecho fue reseñado por la prensa internacional.

## Colaboraciones
La artista ha colaborado musicalmente con varios artistas, entre ellos El Pimpo Man, en el video musical «El Swing de la Gata», aparte de unirse junto a Delfín Quishpe y Wendy Sulca, los cuales lanzaron como sencillo especial, el videoclip «En tus tierras bailaré», en el portal de YouTube. La letra del tema fue escrita por Gastón Cleiman y producido por Gaby Kerpel.
La canción tuvo repercusión en los medios hispanoamericanos y obtuvo más de diez millones de visitas (uniendo los tres clips subidos en las cuentas de los cantantes), nuevamente, con diversas opiniones sobre el trabajo realizado por Bustos. El tema fue promocionado y comercializado en iTunes Store y titulado por el grupo Calle 13 como «el We are the World de YouTube».
La intérprete peruana también colaboró con el cantante argentino Coco, en el videoclip «No hay que discriminar», estrenado el 10 de junio de 2010. La canción es un lema contra la discriminación, la homofobia y el racismo. El clip también obtuvo notoriedad y fue reseñado por las diferentes medios de la comunidad gay, entre ellos Argentina, España, México y Perú. Además, se proyectó en la marcha del orgullo gay de Argentina a finales de junio de 2010.
Ese mismo año 2010, realizó otras colaboraciones musicales, con el grupo de rock peruano Midas, en su video «Ella me provoca» y con el rapero argentino Dante Spinetta, al lado de Andrés Calamaro, Fernando Ruiz Díaz (vocalista de Catupecu Machu), Residente de Calle 13 y Wendy Sulca en su video «Pa' tras», del disco Pyramide.
Aparte participó en un cameo en la versión cumbia de «Billie Jean», del grupo peruano Los Terapeutas del Ritmo, formó parte del grupo Las Poderosas, junto a Monique Pardo y Susy Díaz. y colaboró en varios temas musicales del cantante Elmer Molocho.
En octubre de 2020, con el objetivo de «concientizar el uso de mascarilla», incursiona en el trap con la canción «Ponte mascarilla», junto al rapero e influencer Faraón Love Shady. El estreno se llevó a cabo exclusivamente en el programa de América Televisión, El reventonazo de la chola.
En octubre del año siguiente, estrena su sencillo «El baile del calamar», en colaboración de Elmer Molocho y Rey Midas, inspirado en la serie de Netflix, El juego del calamar.
En 2024, la Tigresa del Oriente compuso con el artista Tito Silva Music los temas «Frazada de tigre» y «Ella es indigente».

## Discografía
Álbumes de estudio
- La Tigresa vuelve a rugir (2005)[162]
- Duelo de gigantes (2007)  (con Coyoacán Joe y Children Garden)[163]
- De la selva, su cumbia [edición especial Argentina] (2010)
- Fiesta felina (2011)[164][165]
- Mi lindo Perú (2015)

## Filmografía
Cine
- Mi crimen al desnudo (2001)[166]
- Sí, mi amor (2020)[167]

Televisión
- La casa de Magaly (2012)[168]
- Bailando con las estrellas (2016)[169]
- Showmatch (2017)[170]

## Nominaciones
| Año  | Premio(s)                    | Nominado(a)                                 | Categoría              | Resultado | Ref.    |
| ---- | ---------------------------- | ------------------------------------------- | ---------------------- | --------- | ------- |
| 2011 | Anuario de MTV Latinoamérica | Ella misma                                  | Celebridad web del año | Nominada  | [ 171 ] |
| 2018 | MTV Millennial Awards        | Tigresa del Oriente baila «Scooby Doo papá» | Ridículo del año       | Nominada  | [ 172 ] |